# 12 octobre 1986
Le dimanche 12 octobre 1986 est le 285e jour de l'année 1986.

## Naissances
- Adam McQuaid, joueur de hockey sur glace canadien
- Anne-Sophie Julien, skateboarder, mannequin, animatrice, actrice et professeur
- Aynalem Hailu, joueur de football éthiopien
- Boi-1da, producteur de musique hip-hop canadien
- Charles Platek, joueur de rugby
- Christa Harmotto, joueur de volley-ball américain
- Christian Stuani, footballeur uruguayen
- David Smith, joueur de rugby néo-zélandais
- Edwin Ramos, membre de gang salvadorien
- Erik Mohs, coureur cycliste allemand
- Francois Uys, Joueur sud-africain de rugby à XV
- Ioánnis Maniátis, joueur de football grec
- Kirk Palmer, nageur australien
- Kryštof Krýzl, skieur alpin tchèque
- Lino Marzoratti, footballeur italien
- Michael Woods, coureur cycliste canadien
- Niccolò Gitto, joueur de water-polo italien
- Samir Mekdad, joueur franco-algérien de basket-ball
- Sheriff Suma, joueur de football sierra-léonais
- Trevor Bell, joueur américain de baseball
- Tyler Blackburn, acteur américain

## Décès
- Eugen Batz (né le 7 février 1905), peintre et photographe

## Événements
- Création du club brésilien de football : Maracaju Atlético Clube
- Fin du sommet de Reykjavik
- Le Grand Prix automobile du Mexique est remporté par le pilote automobile autrichien Gerhard Berger.